# Pfarrkirche Unterlaussa

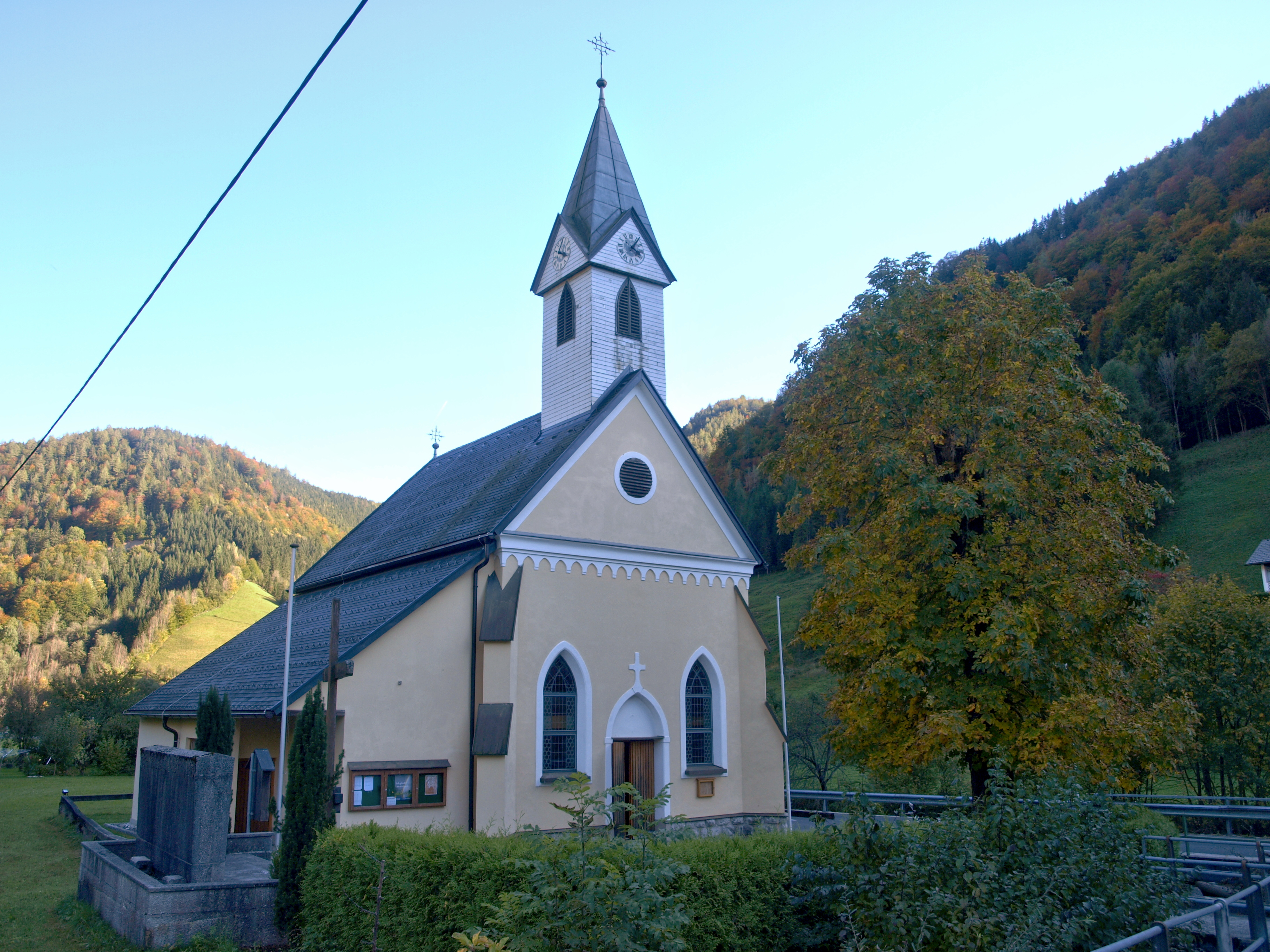
Katholische Pfarrkirche Unsere Liebe Frau auf dem Berge Karmel in Unterlaussa

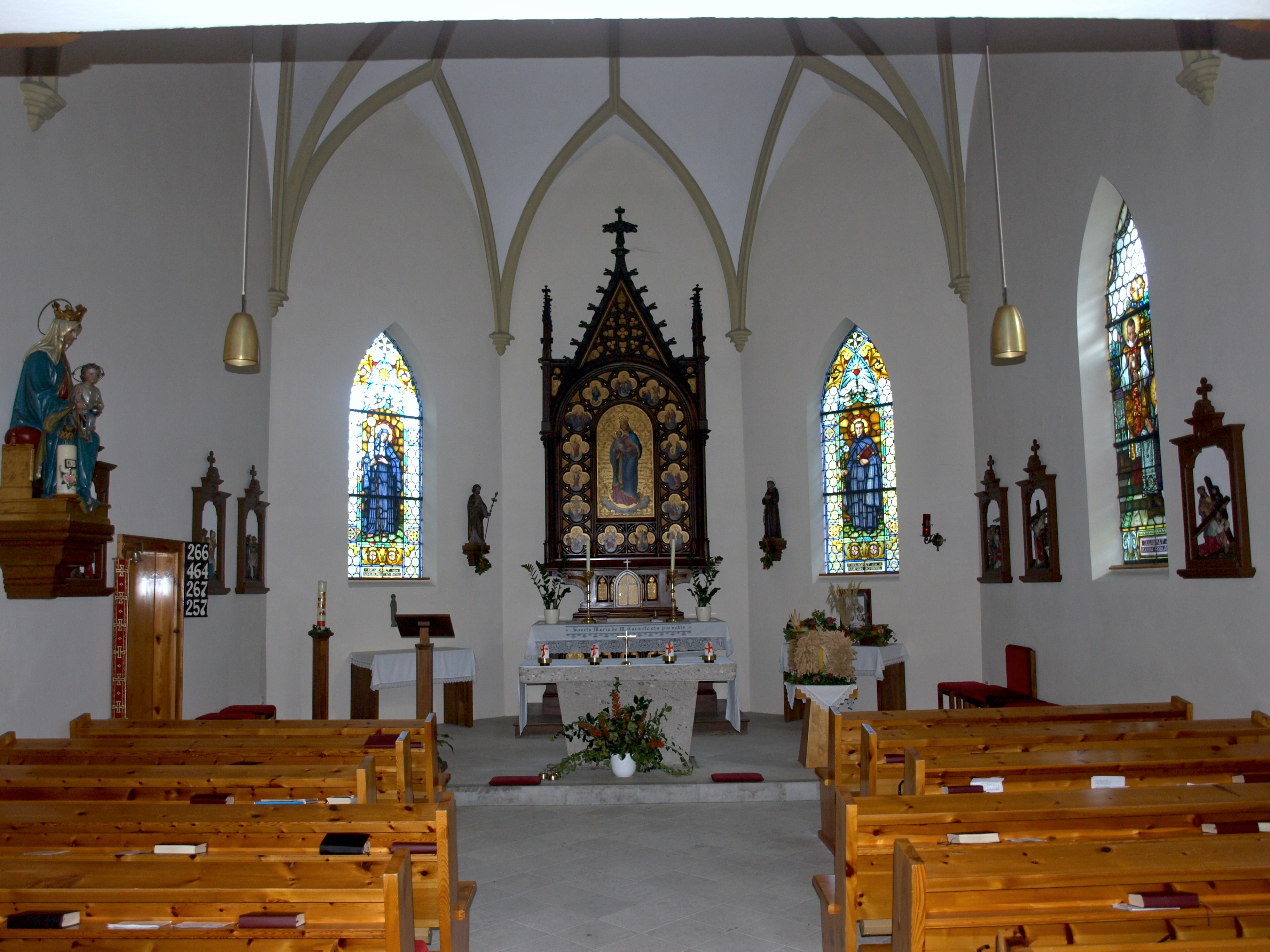
Innenansicht Richtung Hochaltar

Die Pfarrkirche Unterlaussa steht im Ort Unterlaussa in der Marktgemeinde Weyer im Bezirk Steyr-Land in Oberösterreich. Die mit dem Patrozinium Unsere Liebe Frau auf dem Berge Karmel versehene römisch-katholische Pfarrkirche gehört zum Dekanat Admont in der Diözese Graz-Seckau. Sie ist die einzige Kirche Oberösterreichs, die zur Diözese Graz-Seckau gehört. Die Kirche steht unter Denkmalschutz (Listeneintrag).

## Geschichte
Bereits im Jahr 1790 gibt es Hinweise auf das Bestehen einer kleinen Kirche in Unterlaussa. 1872 wurde eine Kapelle geweiht, die etwa 50 Meter flussaufwärts der heutigen Kirche stand. Die heutige Kirche wurde in den Jahren 1906 bis 1908 im neugotischen Stil erbaut. Ursprünglich Filiale von St. Gallen wurde Unterlaussa 1966 zur selbständigen Pfarre erhoben. Sie wird vom Stift Admont seelsorglich betreut.

## Beschreibung, Ausstattung und Einrichtung
Die kleine Kirche ist eine neugotische Saalkirche. Die Inneneinrichtung stammt ursprünglich aus 1915, wurde aber in den 1970er Jahren grundlegend umgestaltet. 2002 erfolgte eine Außenrenovierung und Neugestaltung des Kirchenplatzes. 2006 folgte eine grundlegende Innenrenovierung, bei der der aus dem Stift Heiligenkreuz stammende neugotische Hochaltar, 1862 von Joseph Angeler und Josef Richter geschaffen, aufgestellt wurde. 1947 wurde der Friedhof angelegt, der Pfarrhof wurde im Jahr 1965 erbaut.
Die Gemälde im Inneren der Kirche stammen von Friedrich Walzer. Die Kirchenfenster wurden in der Tiroler Glasmalerei und Mosaik Anstalt in Innsbruck gefertigt.
Das Geläute besteht aus vier Glocken.